# Niceforo Briennio
Niceforo Briennio (in greco Νικηφόρος Βρυέννιος?, Nikēphoros Bryennios) (Orestiada, 1062 – Costantinopoli, 1137) è stato un generale, storico, statista e cesare bizantino.

## Biografia
Niceforo Briennio nacque nel 1062 a Orestiada, vicino ad Adrianopoli (thema Makedonia). Suo padre (o forse suo nonno), Niceforo Briennio il Vecchio, fu il governatore del thema di Dyrrachion che si rivoltò contro l'imperatore bizantino, Michele VII Ducas, ma nella battaglia di Kalavrye fu sconfitto dal generale e futuro imperatore Alessio I Comneno e fu accecato. Il figlio o il nipote omonimo, Niceforo Briennio, che si era distinto per il suo apprendimento, la sua bellezza, e altre accattivanti qualità, ottenne il favore di Alessio I e la mano di sua figlia Anna Comnena, ricevendo così il titolo di cesare e panhypersebastos (uno dei nuovi titoli introdotti da Alessio I).
Niceforo Briennio difese con successo le mura di Costantinopoli contro gli attacchi di Goffredo di Buglione durante la prima Crociata (1097). Condusse i negoziati di pace tra il basileus Alessio I e Boemondo I d'Antiochia (trattato di Devol del 1108). Svolse una parte importante nella sconfitta di Malik Shah, nel sultanato d'Iconio (1116).
Dopo la morte di Alessio, sì rifiutò di entrare a far parte di un complotto, a opera della suocera Irene Ducaena e di sua moglie Anna, che avrebbe portato lui al trono per deporre immediatamente il nuovo imperatore, Giovanni II Comneno, figlio di Alessio. Sua moglie attribuì il suo rifiuto a codardia, ma si crede che invece egli fosse assolutamente contrario a spodestare Giovanni, considerando come un crimine la rivolta contro il legittimo erede; l'unico rimprovero che può essere attribuito a Niceforo fu di non aver troncato la cospirazione sul nascere. Fu molto amichevole con il nuovo imperatore Giovanni II, infatti ebbe l'onore d'accompagnato nella sua campagna in Siria (1137), ma fu costretto da una malattia a tornare a Costantinopoli, dove morì lo stesso anno.

## Opere
Su suggerimento della suocera, Niceforo scrisse un'opera chiamata "Materiali per una storia", che narra le vicende dell'impero bizantino dal 1057 al 1081, dalla vittoria di Isacco I Comneno su Michele VI Bringa fino alla detronizzazione di Niceforo III Botaniate, avvenuta da parte di Alessio I Comneno. L'opera di Niceforo è descritta come una cronaca familiare, piuttosto che una storia, il cui lo scopo è la glorificazione della casata dei Comneni. Parte dell'introduzione è probabilmente un'aggiunta successiva.
In aggiunta alle informazioni ottenute da anziani contemporanei (come suo padre e suo suocero), Niceforo fece uso delle opere di Michele Psello, Giovanni Scilitze e Michele Attaliate. Ovviamente, i fatti sono raccontati di parte, attraverso considerazioni personali a favore dei Comneni, visto che Niceforo era membro della famiglia imperiale; allo stesso tempo, offre comunque un insolito punto di vista della storia dell'impero bizantino, degli anni cui egli prende in esame. Il suo modello fu Senofonte, che Niceforo ha imitato in modo modesto, astenendosi da un uso di molte similitudini e metafore, con uno stile semplice e conciso.

## Famiglia
Dal matrimonio con Anna Comnena (1097), Niceforo ebbe diversi figli, di cui quattro sono riportati dalle cronache:
- Alessio Comneno, megas doux, 1102 – 1161/67;
- Giovanni Ducas, 1103 – post 1173;
- Irene Ducaena, 1105 – ?;
- Maria Briennaina Comnena, 1107. – ?.

## Edizioni
- Editio princeps pubblicato da Petrus Possinus in 1661.
- in Bonn Corpus Scriptorum Historiae Byzantinae, di A. Meineke (1836), commentato da Charles du Fresne, sieur du Cange.
- Jacques Paul Migne, Patrologia Graeca, cxxvii.